# Здравко Палазов
Здравко Палазов е български художник. Работи в областта на живописта и рисунката, илюстрацията и художественото оформление. Бил е директор на Художествената галерия в град Смолян (2006 – 2014 г.). Част е от експертите, участвали в създаването на Закона за културно наследство.

## Биография
Здравко Палазов е роден през 1957 г. в Смолян. Учи в художествената гимназия в Казанлък, след което продължава образованието си във ВИИИ „Николай Павлович“, сега Национална художествена академия в София. Дипломира се през 1984 г. със специалност „Живопис“.
Художникът има активни изяви в национални изложби. Реализира самостоятелни изложби през 80-те години на миналия век в Германия, Швейцария, Чехия, САЩ и други страни.
Здравко Палазов е майстор на четката. Неговите творби са посветени на смирението, изкушението, хората и боговете, светлината и мрака, живота и смъртта.
Светлин Русев го определя така: „Здравко е странен и оригинален творец, осенен от някаква мистика, вестоносец, който идва при нас като звездна притча за да ни разкаже за човешкото поведение, възпитание и величие на духа. Класическата му живопис е зачената с древните традиции на Изтока в съчетание с ренесансова чистота на формата и едно модерно разбиране за строежа на композицията и нейния вътрешен живот“.
Илюстрирал е над 40 книги, сред които на авторите Найден Вълчев, Надежда Захариева, Усин Керим, Уилям Мередит, Ганчо Керечев, Иван Радоев, Дамян Дамянов, Любомир Левчев.
Художникът почива внезапно на 20 октомври 2022 г. часове преди откриването на поредната си изложба.

## Изложби

### „Притчи“, 2015 г.
Самостоятелна изложба на Здравко Палазов. Експозицията включва 20 картини, всяка от които разказва различна история – за живота, смъртта, смирението и новото начало. В картините присъстват любимите на автора образи на рибата, змията и коня, както и многобройни символи и знаци със скрито значение.

### 35 години творчески път, 2019 г.
Изложбата е открита в Клуба на дейците на културата (КДК) в Смолян. Съдържа 35 платна – портрети, пейзажи, композиции и е посветена на 35-годишната дейност на художника. Има и още едно посвещение – на поета Любомир Левчев.

### „Бягство от Рая“, 2021 г.
В експозицията присъстват характерните за Палазов сюжети, свързани с християнството, езичеството, митологията и съвремието. В картината, на която е кръстена изложбата – „Бягство от Рая“, художникът развива своята теза за бягството. Раят го има под едно или друго име на практика във всички религии.

### „Пътища“, 2021 г.
Изложбата се случва след повече от година чакане (отложена е заради епидемията от COVID-19). Повечето от картините са показани за първи път пред публика. Това е и първата изява на Здравко Палазов пред севлиевската публика.

### „Завръщане“, 2021 г.
Самостоятелна изложба на Здравко Палазов в Пловдив. След дълго отсъствие от местната творческа сцена той обединява над 30 картини в изложбата. В картините преобладава виждането на художника за древната история, пречупена през съвременната естетика, философия и морал. Част от картините са пейзажи.